# نقد تحريري
النقد التحريري طريقة نقدية لدراسة النصوص الكتابية. ينظر النقد الكتابي لمؤلف النص على أنه محرر نصوص مصادره. وهو فرع للنقد الشكلي لكنه لا يبحث في أقسام النص للتعرف على النمط الأصلي بل يركز بدلا عن ذلك على كيفية صياغة المحرر للرواية للتعبير عن أهدافه الدينية.

## كيف يتعرف ناقد حديث على التحرير
هناك عدة طرق لكشف عمل المحرر منها:
1. تكرار أفكار ومواضيع (مثل تحقق النبوات في إنجيل متى)
2. المقارنة بين روايتين. هل تضيف أو تحذف أو تحافظ الرواية المتأخرة مقارنة مع الرواية الأقدم للحدث نفسه؟
3. مفردات وأسلوب الكاتب. هل يظهر النص كلمات مفضلة للكاتب أم توجد كلمات يتفاداها أو يحاول تجنبها؟ إذا أظهر النص لغة المحرر فهذا يدل على إعادة كتابته للنص، أما إن لم يستعمل فهذا يدل على كونه جزءا من مصدر أقدم.

## الاستنتاج
من هذه التغييرات يستطيع نقاد التحرير التعرف على عناصر مميزة للتوجهات الدينية للكاتب أو المحرر. فإذا ما تجنب كاتب ذكر نقاط ضعف الإثني عشر بالرغم من وجود أوصاف واضحة لحماقاتهم يمكن الاستنتاج أن الكاتب أو المحرر المتأخر نظر إليهم نظرة تقدير بسبب افتراضاته المسبقة أو لأنه ربما يؤكد مصداقية من اختاره يسوع. وبتتبع مجمل تأثيرات التحرير يمكن رسم صورة قوية عن هدف كتابة معينة.

## المؤسسون
ينسب النقد التحريري عادة إلى ثلاثة علماء: غونتر بومكام وويلي ماركسن وهانز كونتسلمان.

## أنظر كذلك
- نقد أدبي
- نقد تاريخي